# Denys Maliouska
Denys Maliouska (en ukrainien : Денис Леонтійович Малюська), né le 19 novembre 1981 à Dounaïvtsi est un avocat et homme politique ukrainien.

## Formation
Il a fait des études de droit à l'université Taras Chevtchenko en 2004 et à l'Université de Londres en 2016.

## Parcours politique
En 2019, pour les élections de la IXe Rada il se présente sous l'étiquette Serviteur du peuple (parti politique). Il est ministre de la justice du Gouvernement Chmyhal après avoir été au même poste du Gouvernement Hontcharouk.